# Radola Gajda
Generál Radola Gajda, rodným jménem Rudolf Gajda (14. února 1892 Kotor – 15. dubna 1948 Praha) byl český voják, meziválečný generál a československý fašistický politik. V době 1. světové války byl jedním z hlavních velitelů československých legií v Rusku a v letech 1918–1919 zastával významnou funkci v armádě admirála Kolčaka.

## Život

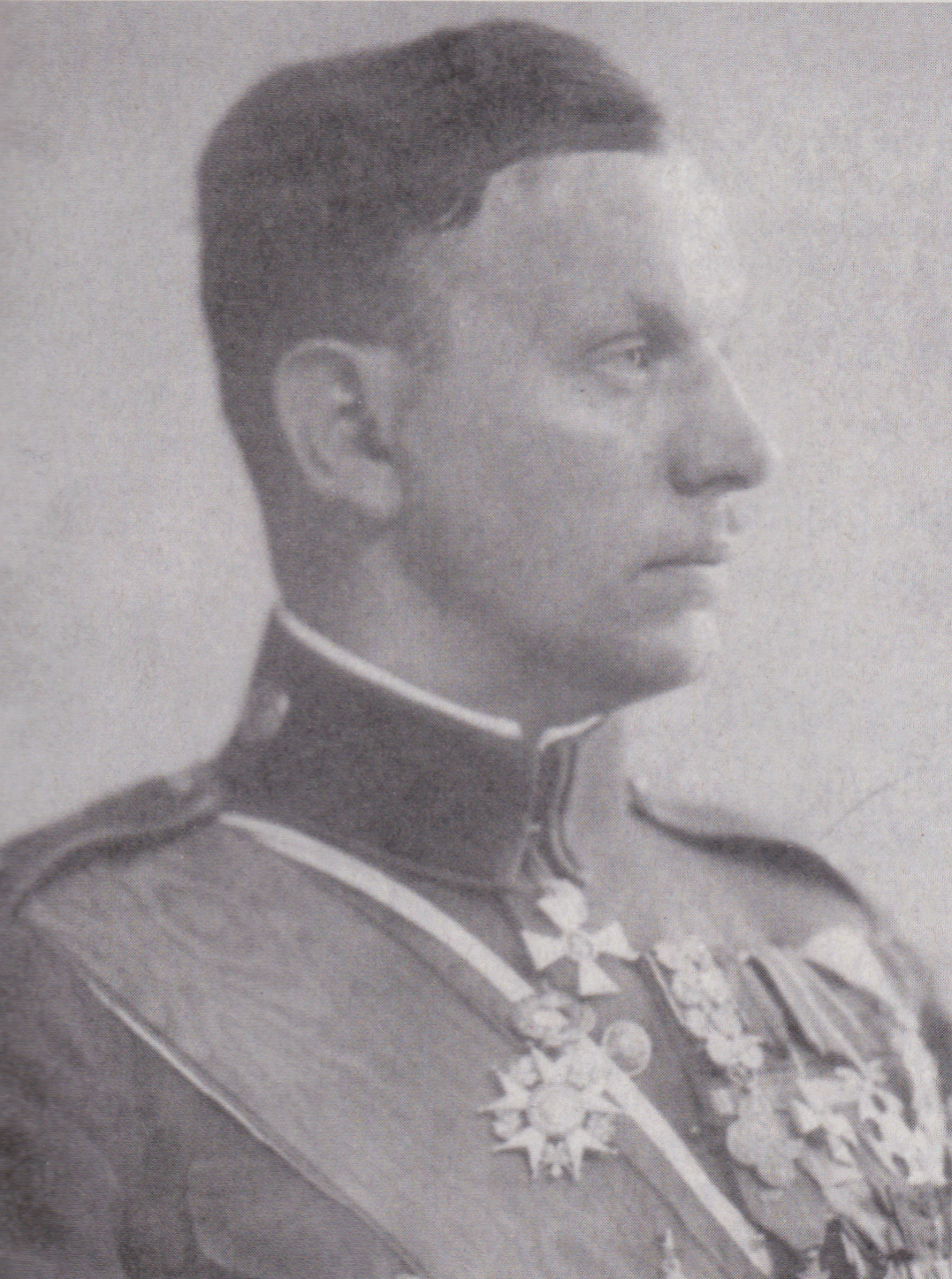
R. Gajda jako generál čs. armády v roce 1922

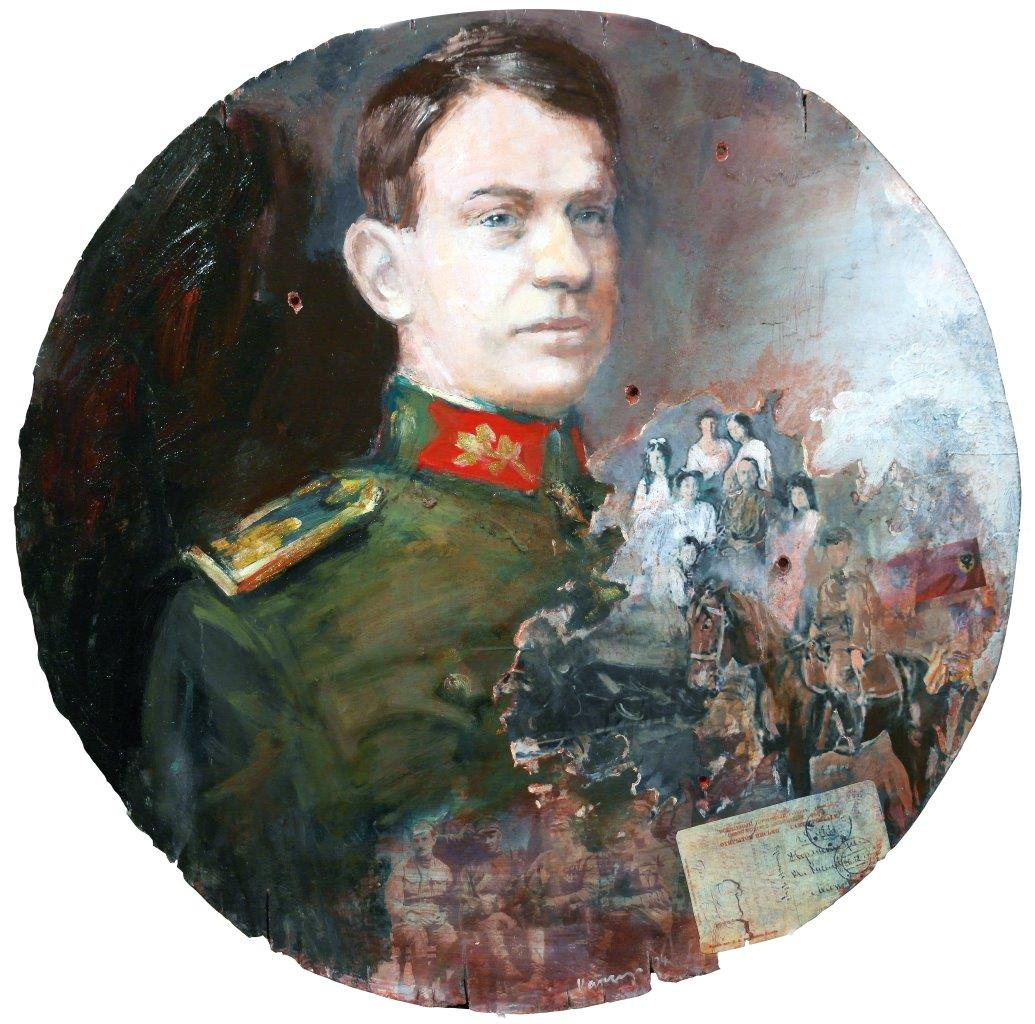
„Generál Radola Gajda“; autor: Pavel Vavrys; malba na dřevě – kruhový „střelecký terč“ o průměru 60 cm

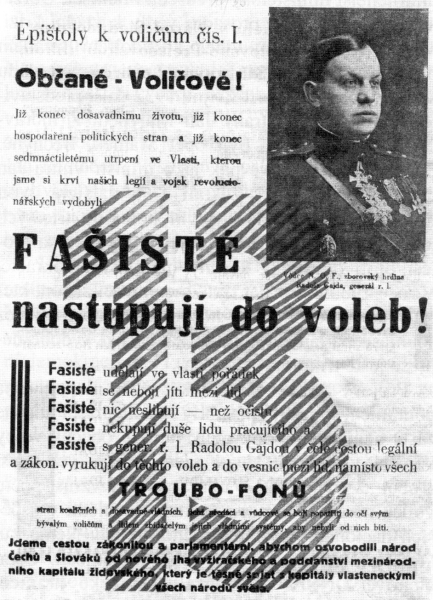
Leták Národní obce fašistické k parlamentním volbám roku 1935

Narodil se v rodině šikovatele rakousko-uherské armády Geidla a chudé černohorské šlechtičny a dostal jméno Rudolf. Po přestěhování na Moravu čtyři roky studoval na gymnáziu v Kyjově na jižní Moravě, ze školy odešel a vyučil se drogistou. Brzy vstoupil do armády a na počátku první světové války narukoval jako rezervní poručík. Přeběhl na druhou stranu a vstoupil do černohorské milice. V Srbsku si změnil jméno Rudolf na slovansky vhodnější Radola. Od samého počátku zajetí se vydával za lékaře, ačkoliv byl prodavačem v obchodě s drogistickým zbožím. Během války ale jeho tvrzení nebyl schopen nikdo vyvrátit. Po porážce černohorské armády se na falešný pas dostal do Ruska, sloužil jako mladší plukovní lékař u 3. srbského pluku. Po rozprášení srbské divize vstoupil do československého vojska. Jako ruský legionář prakticky velel celému jižnímu úseku československé brigády v bitvě u Zborova 2. července 1917. V květnu 1918 velel 7. střeleckému pluku Tatranskému, se kterým dobyl Mariinsk a Novonikolajevsk. Stal se velitelem východní skupiny, která 11. července 1918 dobyla Irkutsk. V srpnu 1918 překročil Bajkalské jezero a spojil se s Vladivostockou skupinou Čs. sboru. V září 1918 byl povýšen na generálmajora. Byl v úzkém styku s admirálem Kolčakem, který dokonce Gajdu navrhl jako velitele operace dobytí Moskvy.
Po návratu z Ruska (1920) vystudoval francouzskou Vysokou válečnou školu, mezi lety 1922 až 1924 velel 11. pěší divizi v Košicích, kde byl i úspěšným organizátorem kulturního a politického života (dodnes je po něm pojmenován pramen minerální vody „Gajdovka“ vyvěrající v rekreační zóně Košic). 1. prosince 1924 se stal členem hlavního štábu čs. armády, 20. března 1926 se stal jeho náčelníkem. Paměti, které tehdy vydal, věnoval symbolicky A. Jiráskovi, ale neopomněl v nich zdůraznit hrdinskou úlohu T. G. Masaryka při formování legií přímo v Rusku v letech 1917 a 1918. 2. července 1926 nařídil ministr národní obrany generál Syrový Gajdovi odchod na časově neomezenou dovolenou, dokud se nevyšetří obvinění ze špionáže pro sověty, která byla vůči němu vznesena. Stalo se tak na pokyn prezidenta Masaryka. Při šetření záležitosti se objevila i absurdní tvrzení, že Gajda v době, kdy bral žold ve výši přes 30 tisíc korun, měl slibovat, že dodá sovětům tajné materiály za 5 tisíc korun. Dále se například zjistilo, že jednu tajnou publikaci, kterou měl dodat sovětům, je možné si koupit ve Francii volně v knihkupectví. Komise Ministerstva národní obrany následně 24. července 1926 došla k závěru, že obvinění vznesená proti Gajdovi nebyla dokázána a nařídila Gajdovi dva stěžejní svědky zažalovat. S takovýmto výsledkem se prezident Masaryk odmítl smířit a už 11. srpna publikoval v Národním osvobození svůj nepodepsaný úvodník, namířený proti Gajdovi. Následně byl Gajda s platností od 14. srpna poslán do výslužby.  Poté se stal předsedou (vůdcem) Národní obce fašistické, hnutí organizovaného po vzoru italského fašismu s obdobným politickým programem až na výraznější antisemitismus, v jejímž čele zůstal až do její integrace do Strany národní jednoty.
V parlamentních volbách v roce 1929 byl zvolen do Národního shromáždění ČSR za Ligu proti vázaným kandidátním listinám (utvořila ji Národní obec fašistická a některé další nacionalistické skupiny). Vstoupil jako hospitant do poslaneckého klubu Hlinkovy slovenské ľudové strany. O mandát přišel nálezem volebního soudu v prosinci 1931. Místo něho pak do parlamentu usedl Antonín Chmelík. Do parlamentu se vrátil v parlamentních volbách v roce 1935, nyní za samostatně kandidující Národní obec fašistickou. Mandát si oficiálně podržel do zrušení parlamentu roku 1939, přičemž ještě v prosinci 1938 přestoupil do poslaneckého klubu nově utvořené Strany národní jednoty.
V noci z 21. na 22. ledna 1933 sedmdesát příslušníků Národní obce fašistické zaútočilo na vojenské kasárny v Židenicích. Útok byl za pomoci četnictva odražen a celý tzv. Židenický puč zlikvidován. V souvislosti s pokusem o puč byl 23. ledna zatčen i Radola Gajda. Přes silný politický tlak na jeho odsouzení byl soudem osvobozen, protože mu nebyla dokázána účast na řízení puče. Na podnět Kanceláře prezidenta republiky vyslovilo s rozsudkem nesouhlas vrchní státní zastupitelství a požádalo o jeho přezkoumání Nejvyšší soud. Ten, přestože nebyly získány nové důkazy, odsoudil Gajdu k šestiměsíčnímu vězení. Národní obec fašistická byla sice nepovedeným pokusem o puč zdiskreditována, ale Gajda se ověnčil aureolou mučedníka, který trpěl nevinně.
V období Mnichovské krize se angažoval ve prospěch obrany republiky a těžce nesl zradu spojenců. V době druhé republiky byl funkcionářem pravicové Strany národní jednoty. V březnu 1939 společně s dalšími krajně pravicovými organizacemi (Vlajka, Akce národní obrody), ale i některými členy z řad bývalé agrární a sociálně demokratické strany, vytvořil Český národní výbor, do jehož čela se nechal dosadit, což měla být podle představ aktérů budoucí vláda protektorátu. Český národní výbor pak vydal veřejné prohlášení:
„Národe Český!
V této těžké době ustavil se ze všech složek našeho lidu Český národní výbor. Tento výbor nepozůstává z žádných politiků a sleduje cíl, jednak upraviti poměr našeho lidu v přítomné těžké době k Německé říši, jednak z jednodušiti a usnadniti hospodářský, kulturní a sociální život v poměru k říši Německé. Funkce tohoto přípravného výboru spočívá v tom, aby byla definitivně odstraněna dosavadní ničím neodůvodněná zatrpklost k Německé říši. Náš národ žil po staletí v nejtěsnějších kulturních a hospodářských vztazích s německým národem, tak, jak cestu k tomu započal první a největší náš světec sv. Václav. Funkce Českého národního výboru bude proto směřovat k tomu, aby náš národ šel opět touto starou a osvědčenou cestou a aby sledoval myšlenku českých králů, kteří dovedli vždy najíti dobrou cestu k německému národu a získali dokonce v německém politickém světě vynikající postavení českému národu. Tím více musí nyní náš český lid se snažit, aby se vpravil do hospodářského organismu střední Evropy. Český národní výbor je přesvědčen, že zmizením škůdců našeho národa a ztrátou jejich politické moci cesta k přátelskému soužití s německým národem na poli kulturním, hospodářském a sociálním není již ničím brzděna. Jeho snahou bude, aby oba národy, jak německý, tak český, dospěly k úplnému vzájemnému pochopení a upevnily mezi sebou přátelskou soudržnost ve všech naznačených směrech.“

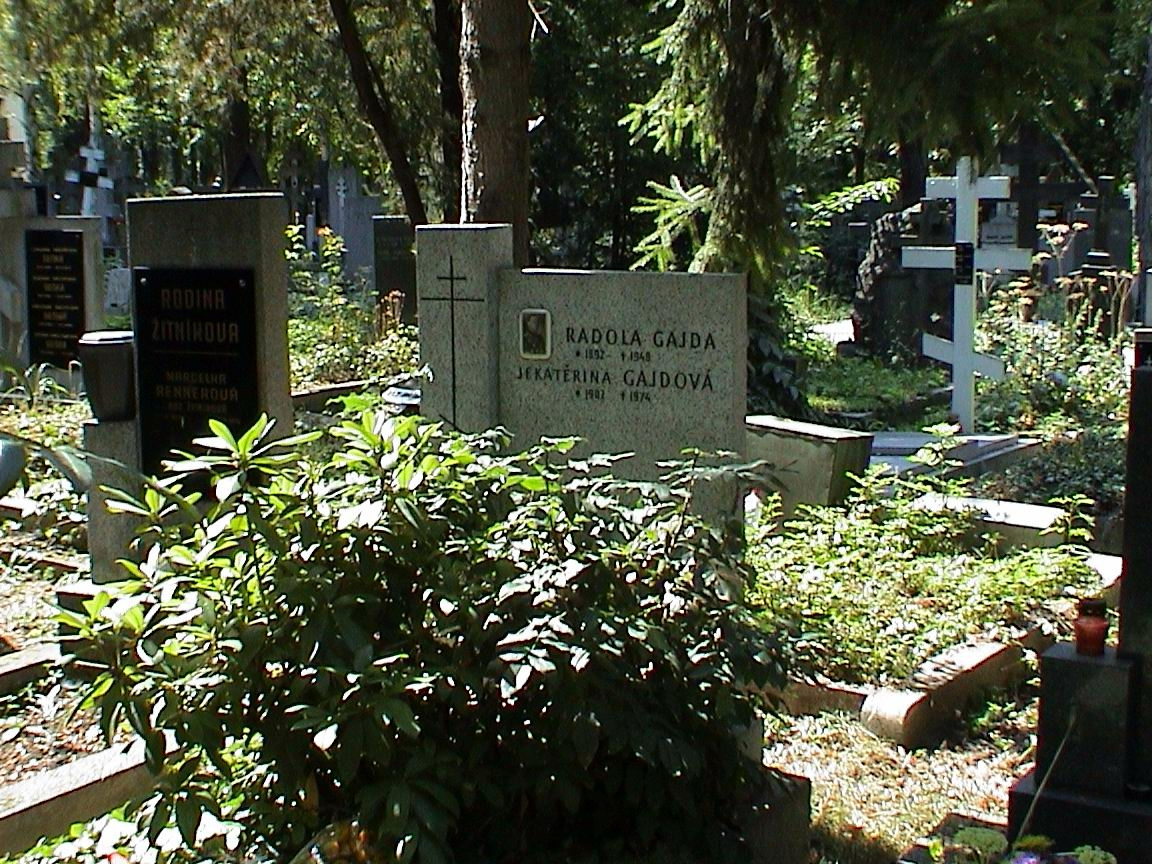
Hrob generála Gajdy na Olšanských hřbitovech v roce 2003. V dubnu 2007 byl vandalsky poničena posléze opraven

Gajda ještě 15. března navázal v Praze styk s německým generálem von Gablenzem, kterému se představil jako předseda Českého národního výboru a slíbil mu loajalitu a spolupráci. Teprve na zákrok prezidenta Háchy, který vyložil Němcům situaci, že Gajda a jeho výbor nepožívají jeho důvěru, přestali Němci s Českým národním výborem komunikovat. Po této události, a po dohodě se státním prezidentem Háchou, převedl většinu členstva do řad Národního souručenství.
Za německé okupace finančně pomáhal českým letcům prchajícím do zahraničního odboje, intervenoval ve prospěch některých perzekvovaných osob a odmítal spolupráci s Němci, či věděl o odbojových aktivitách svého syna. Po popravě odbojáře - pilota Bohuslava Seluckého  a sebevraždě jeho ženy Marie v hodonínské věznici v srpnu 1942 přijal se svou manželkou Seluckého dceru Jaroslavu za schovanku. Při oslavě padesátin v únoru 1942 vyzýval své příznivce, aby nespolupracovali s německými okupanty.
Gajda byl 12. května 1945 uvězněn a v roce 1947 odsouzen na dva roky. V odůvodnění rozsudku se neobjevilo nic, co by svědčilo o jeho kolaboraci s nacisty, odsouzen byl za svou činnost v době druhé republiky, propagaci českého fašismu a přijetí funkce v Českém národním výboru. Prokurátorem v jeho případě byl Josef Urválek, který pro něho navrhoval doživotní vězení. Po započítání doby vyšetřovací vazby byl ihned propuštěn. Ve vazební věznici byl týrán, vinou krutého zacházení prakticky přišel o zrak. Zemřel 15. dubna 1948 na leukémii.
Při své obhajobě před Národní radou v roce 1947 mimo jiné prohlásil, že pilot Radoslav Selucký byl jeho švagr. Příbuzenství mezi generálem  Radola Gajdou a rodinou pilota Radoslava Seluckého existovalo, ale trochu jiné. Švagrem Radola Gajdy byl Jan Pavelka, manžel generálovy sestry Albíny a Jan Pavelka byl bratrem Marianny Málkové, rozené Pavelkové, jejíž dcera Marie se za zmíněného pilota provdala. 
Poslední věty z jeho obhajoby před Národním soudem v Praze 14. dubna 1947: 
Jsem voják, zvyklý poroučet i poslouchat. A proto žádám, aby tento slavný Národní soud po provedeném líčení vydal osvobozující rozsudek podle svého nejlepšího vědomí a svědomí a podle práva a spravedlnosti.

## Osobní život

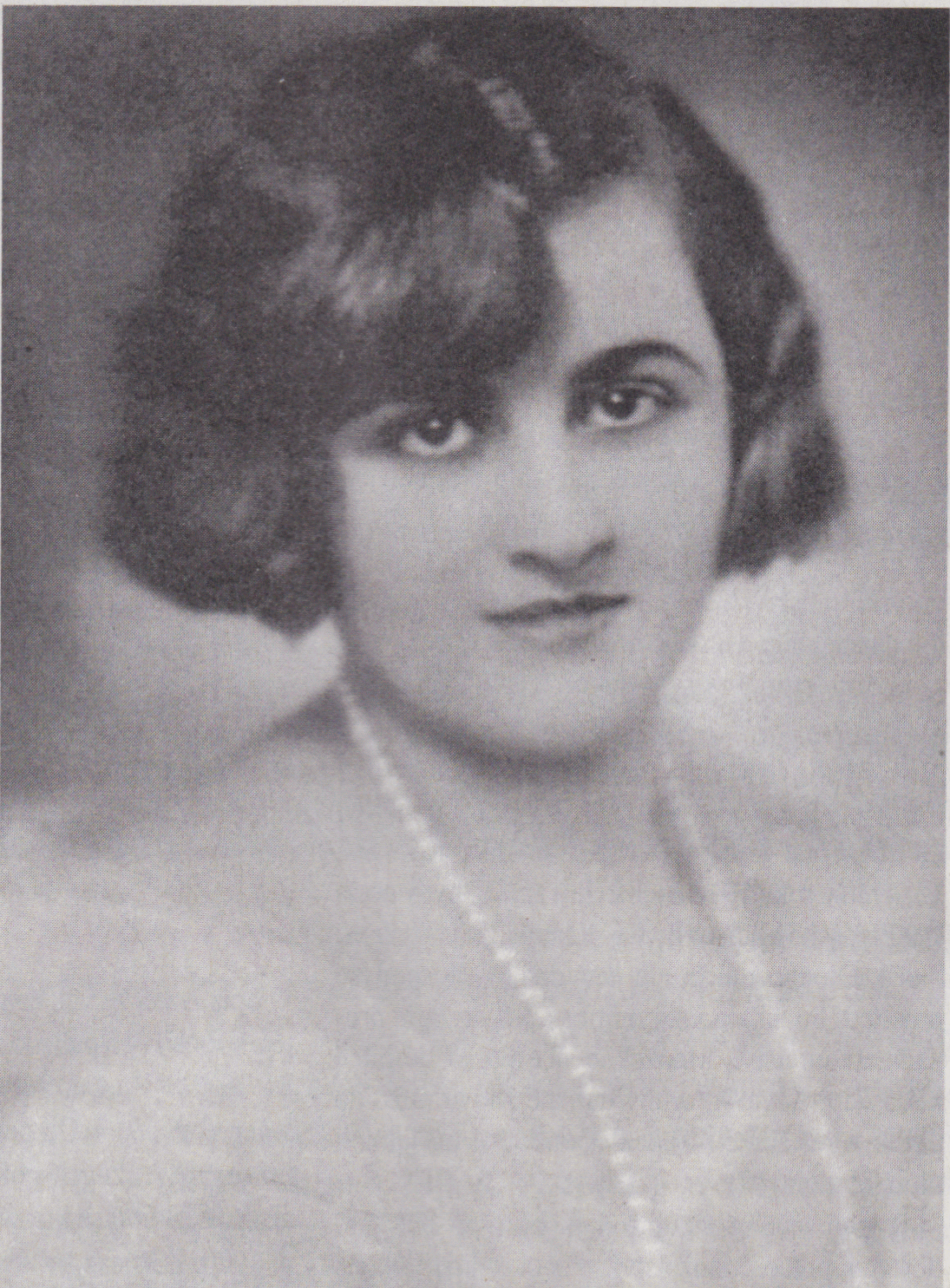
Jekatěrina Gajdová

V roce 1913 se Radola Gajda ve Skadaru seznámil s Černohorkou Zorkou a oženil se s ní. Po odchodu Gajdy na bojiště se přestěhovala ke svému tchánovi a žila v Kyjově (sčítání lidu v roce 1921). Při vstupu do československých legií (rok 1917) uvedl Radola Gajda v poslužném spisu (obdoba osobního dotazníku), že je svoboden. V roce 1918 poznal v Jekatěrinburgu studentku – Čerkesku Jekatěrinu Nikolajevnu Permjakovou (*1903–1974), se kterou se 25. června 1919 v Jekatěrinburgu oženil. Některé publikace uvádějí, že to byla neteř admirála Kolčaka. Když se v lednu roku 1920 Radola Gajda (spolu s manželkou Jekatěrinou Gajdovou) vrátil do Československa, zakoupil vilu v Říčanech, v níž spolu žili. Dne 31. března 1920 se Radolu Gajdovi a Jekatěrině Gajdové narodil syn Vladislav (Ivann) a dne 27. listopadu 1921 syn Jiří (Georgij). V roce 1923 zaniklo jeho manželství se Zorkou Gajdovou. Ta se poté vdala za advokáta z Prostějova. V roce 1926 Radola Gajda uvedl, že se jeho první žena jmenovala Kukovicová, což je potvrzeno v záznamu o jejím druhém sňatku v roce 1924. Pozdější nařčení z bigamie Gajda odmítal, podle svých slov byl rozveden již na Sibiři admirálem Kolčakem.

## Rodiče a sourozenci
Rudolf Gajda se narodil v Kotoru 14. února 1892 a pod tímto jménem je i uveden v matričním záznamu. Jako otec je zapsán Gajda Ivan, jako matka je zapsána Zalbreckt Jaketič Ana. Zalbreckt bylo její rodné jméno, v době narození syna Rudolfa byla vdovou po zemřelém Ivanu Jaketičovi. 
Rodiče Rudolfa Gajdy byli sezdáni tři měsíce po jeho narození a to 16. května 1892 v Kotoru. Jako ženich je zapsán Geidl Ivan, povoláním voják a jako nevěsta je zapsána Zalbreckt Ana Marija, vdova, povoláním švadlena. Rodiče generála Gajdy a jeho bratr Ladislav byli pohřbeni ve společném hrobě č.110 na starém hřbitově v Kyjově, na jehož místě je dnes park. Otec Jan zemřel 1. prosince 1940, matka Ana zemřela 17. listopadu 1943. 
Generál Radola Gajda měl šest sourozenců a jednu nevlastní sestru: bratry Jana a Ladislava, sestry Vincenciji, Albínu, Vlastu, Bohumilu a nevlastní Marii. 
Nejstarším z vlastních sourozenců byl Rudolf, ale ze všech sourozenců byla nejstarší nevlastní sestra Marie, která se narodila  5. června 1887 v Kotoru z předchozího manželství jeho matky s Ivanem Jaketičem. Provdala se v květnu 1925 ve farním kostele v Kyjově za Aloise Zobla, štábního kapitána 22. pěšího pluku v Bratislavě.. Náhled matričního záznamu narození je v Galerii.
Sestra Vincencija se narodila 2. dubna 1894 v Kotoru. Jako otec je uveden Geidel Ivan, jako matka je zapsána Jaketič Zalbreckt Ana. V říjnu 1915 se ve farním kostele v Kyjově provdala za strojního zámečníka z muniční továrny na zbraně ve Wöllensdorfu Pavla Stiburka.
Sestra Albina, celým jménem Albina Giuseppa Giovanna se narodila v Zadaru 7. května 1897.  Zápis je v knize INV.BR.2137-Zadar  při nefunkčnosti odkazu. 
Bratr Ladislav se narodil 20. června 1900 v Brně jako Ladislav Matěj. Zemřel 5. května 1928 v Kyjově, hrob č.110 byl na starém hřbitově, dnes je na jeho místě park, podrobnosti jsou v Galerii. 
Sestra Vlasta se narodila 13. února 1903. Zemřela v pouhých 2 letech 12. února 1905 na vodnatelnost mozku.
Bratr Jan se narodil 25. května 1905 jako Jan Ferdinand Eusebius Geidl. V pozdějším věku požádal o změnu příjmení na Gajda, což je vepsáno u záznamu o jeho narození. Zemřel 10. března 1953 v Drnovicích u Vyškova, kopie záznamu je v Galerii.
Sestra Bohumila se narodila 31. prosince 1907, záznam je v Galerii. V roce 1926 se ve farním kostele v Kyjově provdala za Jana Vodičku, nadporučíka 6.jezdeckého pluku v Prostějově.
Ze sčítacího archu z roku 1921 je patrné, že v bytě č.2 na adrese Náměstí č.35  žili rodiče generála Gajdy, bratr Jan, sestra Bohumila  a také manželka generála Gajdy Zorka. V bytě č.1 bydlela provdaná sestra Vincencije s manželem Pavlem Stibůrkem a dcerou Zorou. Dům, kde obě rodiny bydlely, vlastnil manžel sestry Vincencije, Pavel Stibůrek.

## Děti
Syn Vladislav (Ivann) je sice uváděn jako Vladimir, ale jméno Vladislav Ivann je zapsáno v matrice narození. V současné době nejsou známy podrobné údaje  o místě i roku jeho úmrtí. Biografický slovník HÚ AV ČR uvádí rok 1982.
Syn Jiří (Georgij) od roku 1949 pobýval v USA, poslední bydliště měl v Kalifornii,Santa Monice. Zemřel v 9. června 1991.  Ze záznamů Správy pražských hřbitovů (SPH) má hrob na Olšanech. Dochoval se i jeho záznam v americkém systému NUMIDENT a to od roku 1949. Jiří Gajda se během II.světové války zapojil do odboje, byl zatčen, vyšetřován a odsouzen k 8 letům káznice, v Galerii je záznam o čísle jeho vyšetřovacího spisu z pdf souboru vedeném v  SOA Praha.

## Obdržené řády a vyznamenání
- Řád svatého Stanislava, III. třída s meči a mašlí, 1916 (Rusko)
- Řád svaté Anny, III. třída s meči a mašlí, 1916 (Rusko)
- Kříž Sv. Jiří[41], IV. stupeň, 1917 (Rusko)
- Řád svatého Jiří, IV. třída, 1917 (Rusko)
- Řád svatého Sávy, III. třída, 1917 (Srbské království)
- Řád svatého Vladimíra, III. třída s meči, 1918 (Rusko)
- Řád svatého Stanislava, II. třída s meči a mašlí, 1918 (Rusko)
- Řád čestné legie, IV. třída – důstojník, 1918 (Francie)
- Válečný kříž 1914–1918, 1918 (Francie)
- Československý válečný kříž 1914–1918, 1918
- Řád svatého Vladimíra, I. třída s meči, 1919 (Rusko)
- Kříž Sv. Jiří, III. stupeň, 1919 (Rusko)
- Řád svatého Stanislava, I. třída s meči a mašlí, 1919 (Rusko)
- Řád svaté Anny, I. třída s meči, 1919 (Rusko)
- Válečný záslužný kříž,[42] 1919 (Itálie)
- Řád sokola, s meči, 1919
- Řád lázně, II. třída – rytíř komandér (vojenský), 1919 (Velká Británie)
- Československá medaile Vítězství, (1919)
- Československá revoluční medaile, 1922
- Řád čestné legie, III. třída – komandér, 1923 (Francie)
- Řád svatého Sávy, II. třída, 1923 (království Jugoslávie)
- Řád Vytisova kříže,[43] I. stupeň II. třída, 1925 (Litva)
- Pamětní Kříž na válku 1916–1919,[44] 1925 (Rumunské království)
- Řád Polonia Restituta, II. třída, 1925 (Polsko)
- Řád svatého Vladimíra, IV. třída s meči a mašlí, (Rusko)

## Galerie

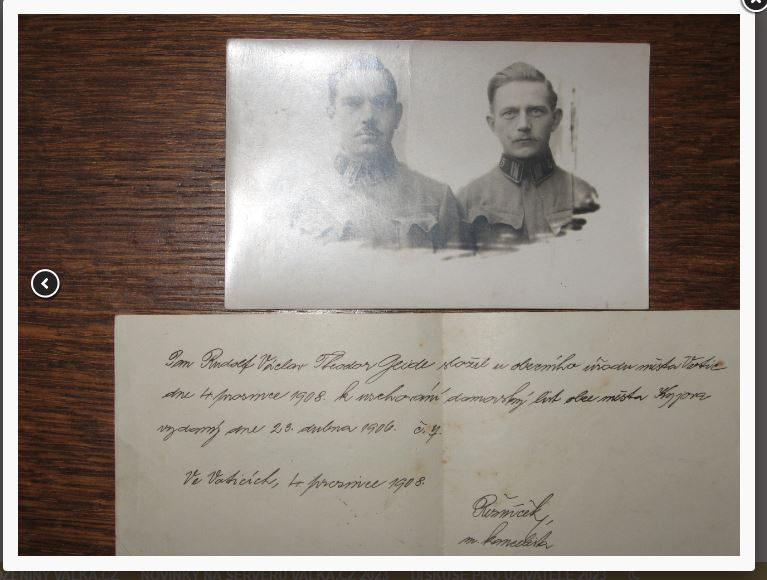
Radola Gajda na fotografii z roku 1908 ve Voticích
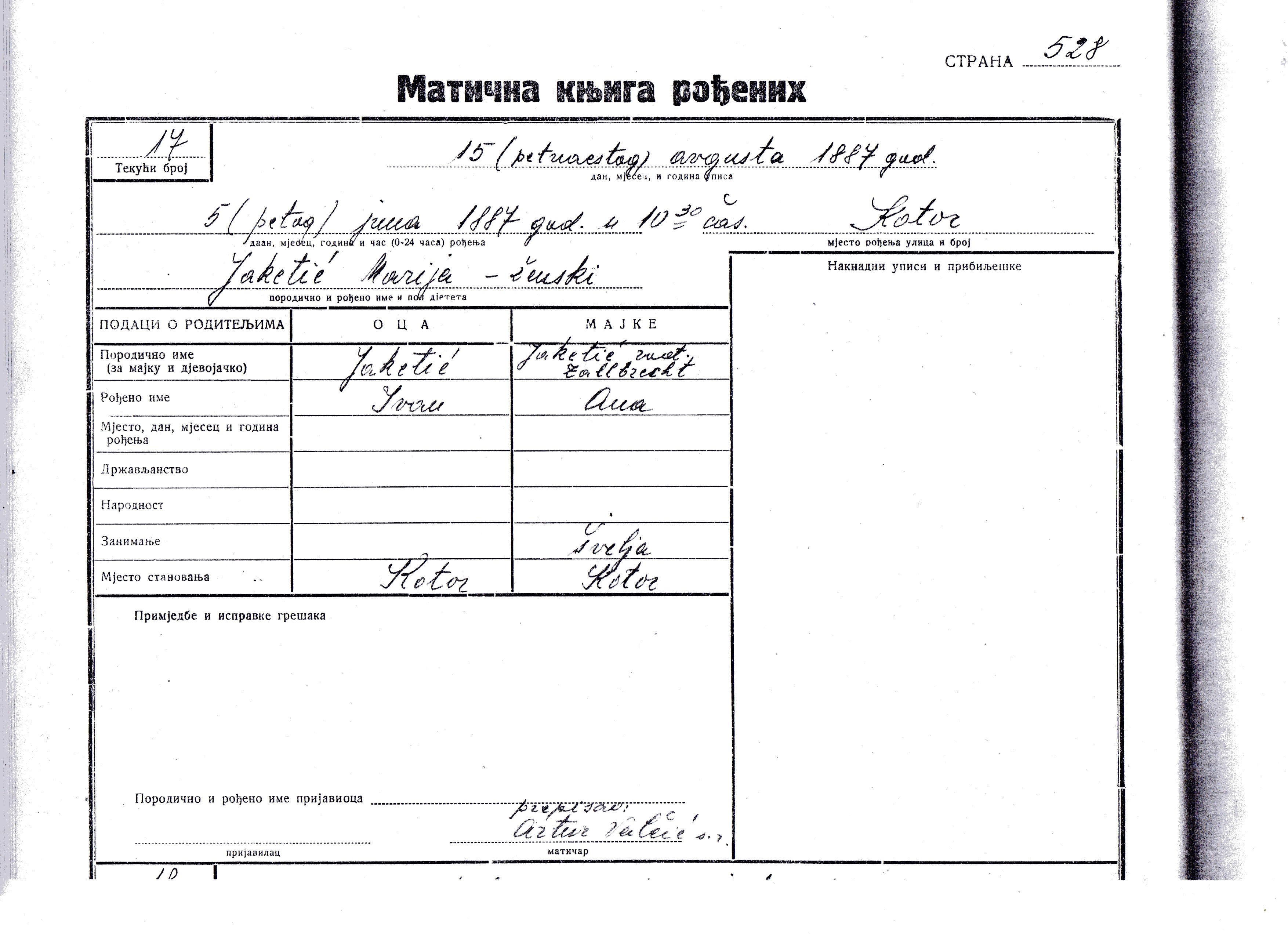
Záznam z kotorské matriky o svatbě Gajdových rodičů
- Záznam z kotorské matriky o Rudolfově narození
- Záznam z kotorské matriky o narození sestry Vincencije
- Záznam z kotorské matriky o narození nevlastní sestry Marije
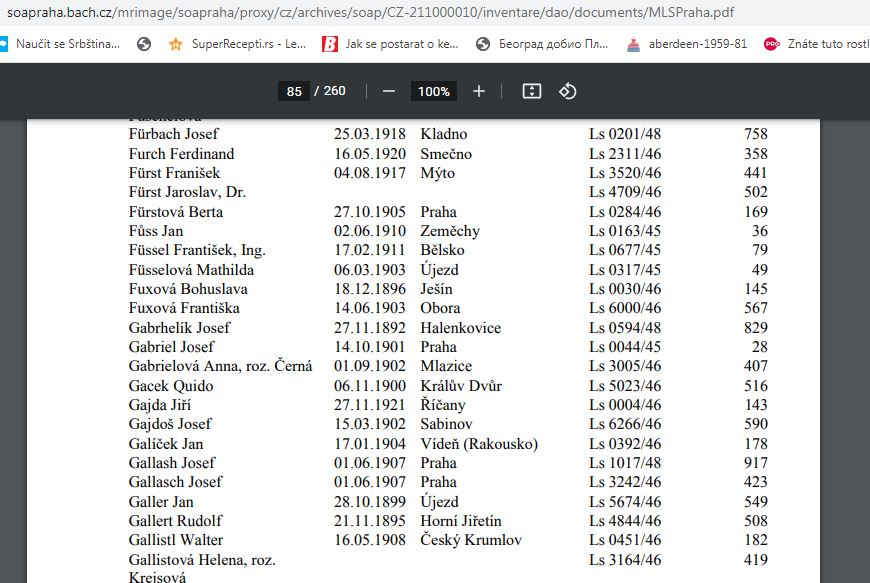
Záznam vyšetřovacího spisu Jiřího Gajdy, syna generála Gajdy
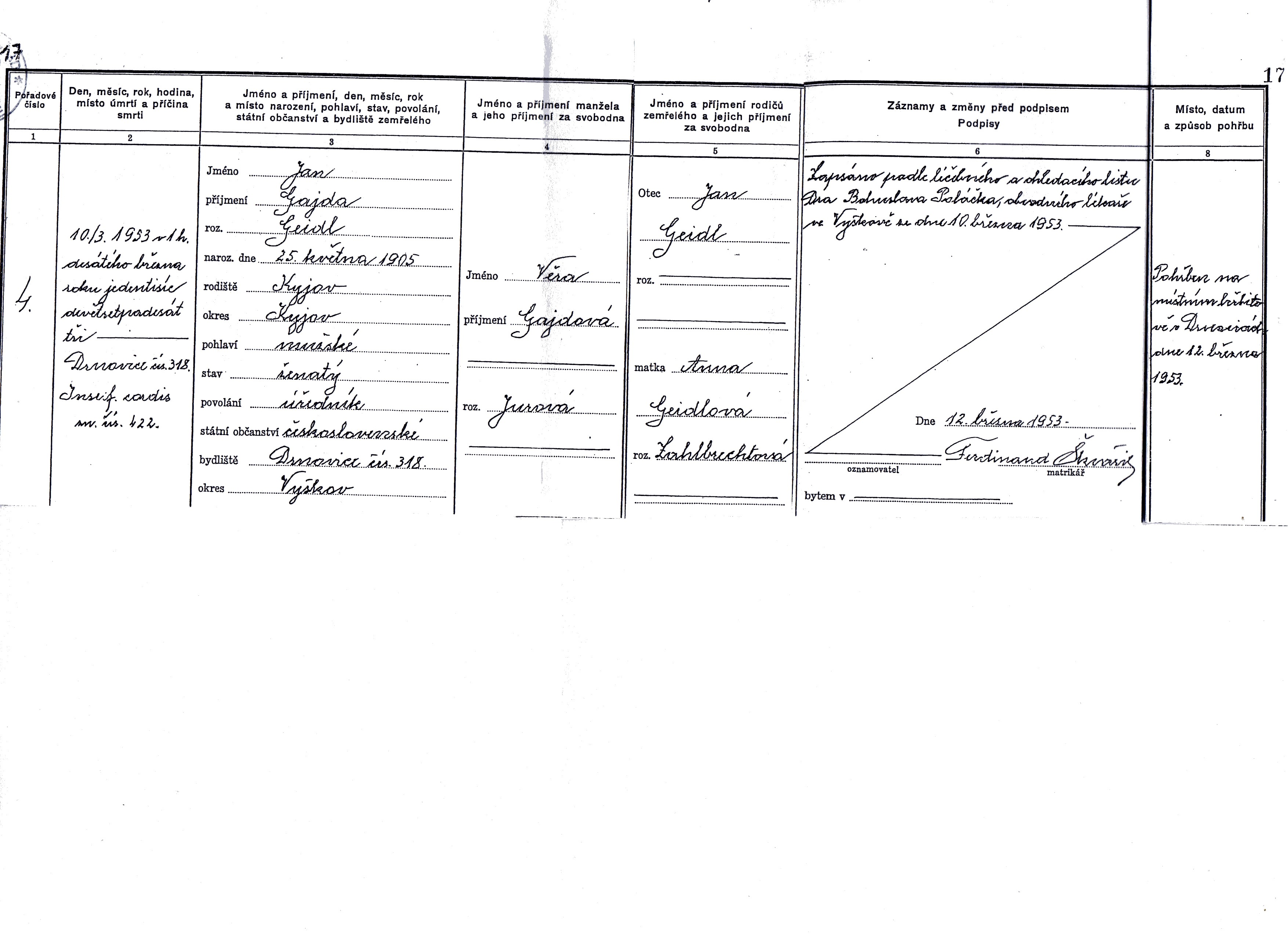
Záznam o úmrtí Jana Gajdy, bratra generála Radoly Gajdy
- Záznam narození sestry Bohumily, Kyjov, 1907
záznam o hrobě č.110 - Ladislav Matěj Geidl a jeho rodičů
Záznam o úmrtí Ladislav Matěj Geidl